# Parapleustes assimilis
Parapleustes assimilis är en kräftdjursart som först beskrevs av Georg Ossian Sars 1882.  Parapleustes assimilis ingår i släktet Parapleustes och familjen Pleustidae. Arten är reproducerande i Sverige. Inga underarter finns listade i Catalogue of Life.